# ATP St. Pölten 1999 - Qualificazioni doppio
Le qualificazioni del doppio  dell'ATP St. Pölten 1999 sono state un torneo di tennis preliminare per accedere alla fase finale della manifestazione. I vincitori dell'ultimo turno sono entrati di diritto nel tabellone principale. In caso di ritiro di uno o più giocatori aventi diritto a questi sono subentrati i lucky loser, ossia i giocatori che hanno perso nell'ultimo turno ma che avevano una classifica più alta rispetto agli altri partecipanti che avevano comunque perso nel turno finale.
Le qualificazioni del doppio del torneo ATP St. Pölten 1999 prevedevano 4 coppie partecipanti di cui una è entrata nel tabellone principale.

## Teste di serie
1. Tomáš Krupa /  Petr Pála (Qualificati)

1. Guillermo Cañas /  Dušan Vemić (primo turno)

## Qualificati
1. Tomáš Krupa  /   Petr Pála

## Tabellone

### Legenda
| - Q = Qualificato - WC = Wild card - LL = Lucky loser | - ALT = Alternate - SE = Special Exempt - PR = Protected Ranking | - w/o = Walkover - r = Ritirato - d = Squalificato |

|  | Primo turno | Primo turno                         | Primo turno                         | Primo turno | Primo turno |  |  | Ultimo turno | Ultimo turno                 | Ultimo turno | Ultimo turno | Ultimo turno |  |
|  |             |                                     |                                     |             |             |  |  |              |                              |              |              |              |  |
|  | 1           | Tomáš Krupa Petr Pála               | Tomáš Krupa Petr Pála               | 6           | 6           |  |  |              |                              |              |              |              |  |
|  |             | Richard Fromberg Davide Sanguinetti | Richard Fromberg Davide Sanguinetti | 2           | 4           |  |  | 1            | Tomáš Krupa Petr Pála        | 5            | 6            | 7            |  |
|  |             | Magnus Norman Sjeng Schalken        | 7                                   | 2           | 6           |  |  |              | Magnus Norman Sjeng Schalken | 7            | 3            | 5            |  |
|  | 2           | Guillermo Cañas Dušan Vemić         | 5                                   | 6           | 2           |  |  |              |                              |              |              |              |  |